# Recyclinggerechte Konstruktion
Bei der recyclinggerechten Konstruktion (engl. Design for Recycling) wird schon vor der Herstellung und Verwendung eines Produktes an die spätere Entsorgung bzw. besser das spätere Recycling gedacht. Die Eignung eines Produktes für ein späteres Recycling wird in entscheidendem Maße vom Konstrukteur festgelegt. Diese Eignung beinhaltet die Wieder- bzw. Weiterverwendung des Produktes (Produktrecycling) und/oder die Wieder- bzw. Weiterverwertung seiner stofflichen Bestandteile (Stoffrecycling). Damit sind im Konstruktionsprozess technische und moralische Langlebigkeit sowie die Demontage- und Werkstoffgerechtheit des Produktes anzustreben.

## Geschichte
Ende der 1970er Jahre wurde der Begriff der recyclinggerechten Konstruktion von Prof. Dr. Walter Jorden geprägt. Anfang der achtziger Jahre wurden dann die ersten ingenieurwissenschaftlichen Arbeiten zur recyclinggerechten Produktgestaltung veröffentlicht. Seitdem hat dieses Gebiet immer mehr an Beachtung und Akzeptanz gewonnen.
Eine wesentliche Entwicklung war die VDI-Richtlinie 2243 (Konstruieren recyclinggerechter technischer Produkte) von 1991.
Mitte der 1990er Jahre hat sich auch der Gesetzgeber des Themas angenommen. Gesetzesinitiativen wie die Verpackungsverordnung, die Elektronikschrottverordnung und das übergeordnete Kreislaufwirtschafts- und Abfallgesetz führen dazu, dass immer mehr Produkte recyclinggerecht konstruiert werden.

## Anforderungen
Das Ziel bei der recyclinggerechten Konstruktion besteht in der Sicherstellung eines bestmöglichen Produkt- und Stoffrecycling für das zu erstellende Produkt.
Grundvoraussetzung für das Produktrecycling, d. h. das erneute Verwenden des Produktes, ist dessen technische und moralische Langlebigkeit. Diese beruht insbesondere auf einer guten Reparier- und Regenerierbarkeit. Auch muss jedes langlebig funktionsfähige Produkt eine Anpassbarkeit an technische, technologische und gestalterische Weiterentwicklungen gewährleisten, um dem „moralischen Verschleiß“ entgegenzuwirken. Für den Konstruktionsprozess ergeben sich damit die drei Anforderungen Dauerhaftigkeitskonstruktion, Aufarbeitungskonstruktion und Anpassungskonstruktion.
Ziel des Stoffrecycling ist, die Wertstoffe nicht mit undefinierten Eigenschaften zurückzugewinnen, sondern in einer genormten Qualität, die den unmittelbaren Wiedereinsatz als Werkstoff ermöglicht. Damit sind im Konstruktionsprozess Demontage- und Werkstoffgerechtheit des Produktes sicherzustellen.
Die Demontagegerechtheit eines Produktes lässt sich durch angepasste Baustruktur und Zerlegungs- sowie Lösbarkeitsgerechtheit erzielen.
Die Werkstoffgerechtheit eines Produktes ist gekennzeichnet durch Minimierung des Werkstoffeinsatzes, Trennungs- und Verträglichkeitsgerechtheit, mehrfache Wiederverwendbarkeit und einfache Entsorgung der Werkstoffe sowie deren eindeutiger Kennzeichnung.

## VDI-Richtlinie 2243
Die VDI-Richtlinie 2243 (Recyclingorientierte Produktentwicklung) stellt dem Konstrukteur ein Regelwerk zur Verfügung, das ihm das recyclinggerechte Gestalten technischer Produkte erleichtert und somit zu verwertungsfreundlicheren Produkten beiträgt. Die ursprüngliche Bezeichnung der VDI-Richtlinie aus dem Jahre 1991 lautete Konstruieren recyclinggerechter technischer Produkte, mit der überarbeiteten Auflage von Juli 2002 lautet ihre Bezeichnung Recyclingorientierte Produktentwicklung.